# Bailey Michelle Brown
Bailey Michelle Brown (* 24. Mai 2006) ist eine US-amerikanische Schauspielerin, die vor allem durch ihre Rollen der Bailey in Paranormal Activity 3 und Janie Hobbs in See Dad Run internationale Bekanntheit erreichte. Sie ist die jüngere Schwester von Jessica Tyler Brown, die ebenfalls bereits als Schauspielerin in verschiedenen Serien und Filmen mitwirkte. Ihr Zwillingsbruder Tucker wurde ebenfalls bereits als Schauspieler gebucht, brachte es allerdings nur auf kurze Gastauftritte.

## Karriere
Ihren ersten Auftritt als Schauspielerin hatte die im Jahre 2006 geborene Bailey Michelle Brown im Jahre 2011 an der Seite ihrer knapp eineinhalb Jahre älteren Schwester Jessica Tyler Brown, die ebenfalls in diesem Jahre ihre ersten Auftritte in Film und Fernsehen hatte. Während ihre ältere Schwester zu kleinen Gastauftritten in den Fernsehserien Hawthorne und Happy Endings kam und sich danach vorwiegend auf Filmproduktionen spezialisierte, wurde Bailey Michelle 2012 in die Hauptbesetzung der Nickelodeon-Sitcom See Dad Run geholt. In der Serie übernahm sie die Rolle der anfangs fünfjährigen Janie Hobbs, Tochter von David Hobbs (gespielt von Scott Baio) und seiner Frau Amy Hobbs (Alanna Ubach), sowie jüngere Schwester von Emily Sarah Hobbs (Ryan Newman) und Joe Hobbs (Jackson Brundage). Im Jahre 2013 wurde schließlich der rund 20-minütige Kurzfilm Chase Me Through fertiggestellt, an dem die junge Schauspielerin unter anderem neben dem ebenfalls bekannten Jungdarsteller Teo Briones beteiligt war.

## Filmografie
- 2011: Paranormal Activity 3
- 2012–2015: See Dad Run (Fernsehserie)
- 2013: Chase Me Through (Kurzfilm)